# Hypentelium roanokense
Hypentelium roanokense és una espècie de peix de la família dels catostòmids i de l'ordre dels cipriniformes.

## Morfologia
- Els mascles poden assolir 16 cm de longitud total.[4][5]

## Hàbitat
És un peix d'aigua dolça i de clima temperat.

## Distribució geogràfica
Es troba a Nord-amèrica: conca del riu Roanoke a Virgínia i Carolina del Nord (Estats Units).